# Sclerophrys
Sclerophrys és un gènere de gripaus de la família dels bufònids natiu d'Àfrica.
Originalment, tots els gripaus van ser classificades en el gènere Bufo.  Frost et alii però posteriorment van dividir el gènere per la gran divergència taxonòmica en Amietophrynus. El 2012, Ohler i Dubois van provar que Sclerophrys capensis (Tschudi, 1838) és la mateixa espècie que Bufo regularis rangeri (Hewitt, 1935) l'espècie tipus d'Amietophrynus. Com que el nom anterior és més antic, la implicació és que Amietophrynus només és un sinònim més modern de Sclerophrys.

## Taxonomia
- Sclerophrys asmarae (Tandy, Bogart, Largen & Feener, 1982)
- Sclerophrys blanfordii (Boulenger, 1882)
- Sclerophrys brauni (Nieden, 1911), endèmica de Tanzània
- Sclerophrys buchneri (Peters, 1882)
- Sclerophrys camerunensis (Parker, 1936)
- Sclerophrys capensis (Tschudi, 1838)
- Sclerophrys chudeaui (Chabanaud, 1919), no reconeguda, sinònim de Sclerophrys maculata.[4]
- Sclerophrys cristiglans (Inger & Menzies, 1961)
- Sclerophrys danielae (Perret, 1977) endèmica de Costa d'Ivori. El seu hàbitat inclou boscos tropicals o subtropicals secs i a baixa altitud i plantacions.
- Sclerophrys djohongensis (Hulselmans, 1977) habita a Camerun i possiblement a Nigèria. El seu hàbitat inclou boscos tropicals o subtropicals secs i a baixa altitud, sabanes, prades tropicals o subtropicals a gran altitud i rius.
- Sclerophrys fuliginata (de Witte, 1932)
- Sclerophrys funerea (Bocage, 1866)
- Sclerophrys garmani (Meek, 1897)
- Sclerophrys gracilipes (Boulenger, 1899)
- Sclerophrys gutturalis (Power, 1927)
- Sclerophrys kassasii (Baha El Din, 1993)
- Sclerophrys kerinyagae (Keith, 1968)
- Sclerophrys kisoloensis (Loveridge, 1932)
- Sclerophrys langanoensis (Largen, Tandy & Tandy, 1978)
- Sclerophrys latifrons (Boulenger, 1900)
- Sclerophrys lemairii (Boulenger, 1901)
- Sclerophrys maculata (Hallowell, 1854)
- Sclerophrys mauritanica (Schlegel, 1841)
- Sclerophrys pantherina (Smith, 1828)
- Sclerophrys pardalis (Hewitt, 1935) és l'únic amb 22 cromosomes, mentre la resta en té 20.[2]
- Sclerophrys perreti (Schiøtz, 1963)
- Sclerophrys poweri (Hewitt, 1935)
- Sclerophrys rangeri (Hewitt, 1935), duplicat de Sclerophrys capensis de Tschudi 1838[1]
- Sclerophrys reesi (Poynton, 1977)
- Sclerophrys regularis (Reuss, 1833)
- Sclerophrys steindachneri (Pfeffer, 1893)
- Sclerophrys superciliaris (Boulenger, 1888)
- Sclerophrys taiensis (Rödel & Ernst, 2000)
- Sclerophrys togoensis (Ahl, 1924) Habita a Costa d'Ivori, Ghana, Guinea, Libèria, Sierra Leone i Togo. El seu hàbitat inclou boscos tropicals o subtropicals secs i a baixa altitud i rius.[5]
- Sclerophrys tuberosa (Günther, 1858).
- Sclerophrys turkanae (Tandy & Feener, 1985)
- Sclerophrys urunguensis (Loveridge, 1932)
- Sclerophrys villiersi (Angel, 1940)
- Sclerophrys vittata (Boulenger, 1906)
- Sclerophrys xeros (Tandy, Tandy, Keith & Duff-MacKay, 1976)